# Jean-Michel Roussier
Pour les articles homonymes, voir Roussier.
Jean-Michel Roussier, né le 2 août 1955 à Suresnes, est un dirigeant de football français, président du Havre AC depuis juin 2022.

## Biographie
Il préside le club de l'Olympique de Marseille de juillet 1995 à septembre 1999. Sous sa présidence, l'OM remonte en première division après deux ans dans l'antichambre de l'élite. Il fonde la chaine OMTV en 1999.
En 2006, il participe au lancement de la chaine 100% Ligue 1 et Ligue 2 Onzéo.
En février 2011, le conseil d'administration de la Ligue de football professionnel le nomme directeur de la nouvelle chaîne CFoot, qui est lancée à l'été 2011 sur la TNT payante.
Il devient le président de l'AS Nancy Lorraine le 1er octobre 2018 en remplacement de Jacques Rousselot,. Il quitte la présidence le 25 février 2020.
En mars 2020, il est nommé directeur conseil délégué sur l'antenne et les programmes de Mediapro Sport France pour créer la nouvelle chaîne du groupe, futur diffuseur de la Ligue 1 et de la Ligue 2 (huit matches par journée de chaque championnat) pour la période 2020-2024.
En juin 2022, il est nommé directeur délégué du Havre Athletic Club par le principal actionnaire du club Vincent Volpe, sous sa présidence, le club retrouve la Ligue 1 en juin 2023.